# Nassarius clathratus
Nassarius clathratus is een slakkensoort uit de familie van de Nassariidae. De wetenschappelijke naam van de soort is voor het eerst geldig gepubliceerd in 1778 door Born.